# Maria Trúbnikova
Maria Trúbnikova   (Petrovsk-Zabaikalski i Txità, 6 de gener de 1835 (Julià) - Tambov i Sant Petersburg, 28 d'abril de 1897 (Julià)) fou una filantropa feminista russa, una de les pioneres fundadores del primer moviment organitzat de dones russes, juntament amb Anna Filossófova (1837-1912) i Nadezhda Stasova (1835-1895). El 1863, Maria Trúbnikova, Stasova i Anna Engelhardt crearen la primera cooperativa russa de publicacions per a dones. Gràcies a la seua contínua reivindicació del paper de les dones en la societat russa, aquestes tindrien un paper vital en la Revolució Russa del 1917 que enderrocaria els tsars del poder.

## Biografia
Maria Trúbnikova havia nascut el 6 de gener del 1835, a Chita, a l'est de Sibèria. Filla de V. V. Ivashev (exiliat) i de Camille LeDantieux, fou educada a casa fins als 16 anys. Es casà amb K. V. Trubnikov el 1854. Va tenir 7 fills, i 3 en moriren en la infantesa. Ella va morir el 28 d'abril del 1897, a Tambov, Rússia.
Amb cinc anys, Maria va quedar òrfena i cresqué en la gran família de la seua tia. Trúbnikova tenia habilitat en l'estudi i la comunicació. De jove va estudiar història i ciències socials, a més de dur a terme treballs pràctics d'ajuda per a pagesos pobres. Als 19 anys es va casar. Des del 1855 ella i el seu espòs visqueren a Sant Petersburg. Allí el seu "saló" esdevingué un lloc de trobada liberal i radical en els anys posteriors a la Guerra de Crimea.
La reivindicació social no era fàcil. El compromís social de les dones de Trúbnikova s'expressà primer amb la caritat pràctica entre les dones treballadores de la ciutat. Trúbnikova, amb Stasova i Philosophova, fundaren una associació de caritat el 1859, l'únic tipus d'organització permés. Van treballar per a millorar les condicions de treball de les dones.
El projecte més reeixit fou ser editora al 1863. Maria Trúbnikova treballà en el diari liberal del seu marit. Estigué en l'avantguarda de la negociació de l'accés de les dones a l'educació superior.
Durant l'hivern de 1868-69, Maria Trúbnikova es va trobar amb el comte Dimitri Tolstói en aplecs socials a Sant Petersburg. Formaven una estranya parella: un ministre reaccionari d'Educació parlant íntimament amb una feminista russa, molt més jove i progressista. Trúbnikova, que durant la darrera dècada s'havia involucrat en activitats filantròpiques, volia convéncer Tolstói que les dones havien de tenir accés a les universitats russes. El 1870, Tolstói acceptà a contracor que els professors podien oferir cursos fora del campus per a preparar dones per al treball universitari. Vuit anys després, les dones van tenir l'oportunitat d'adquirir una educació superior. Aquest fou el guany més important que les dones russes feren en el segle xix.
Maria Trúbnikova va morir com a pacient psiquiàtrica el 1897.

## Context social i polític
Havia nascut a l'est de Sibèria, on son pare havia estat condemnat. Era un dels ciutadans més influents que havien intentat dur a terme una constitució al 1825. Sa mare despertà gran admiració entre els seus contemporanis per seguir el seu marit en camps de presoners i exili.
Maria, doncs, naix en l'època dels tsars. Nicolau I de Rússia (1796-1855) regnava en aquell temps. No existia cap institució que limitàs el poder dels tsars.
El tsar Alexandre I (1777-1825) emprengué algunes reformes liberalitzadores al començament del segle xix , però la invasió napoleònica les frenà. L'any 1821, el tsar, temorós de l'arribada de les idees liberals a Rússia, instituí la Policia Militar Especial, dedicada a la repressió dels focus subversius que començaven a aparéixer a Rússia. Aquesta policia establí una fèrria censura en tot el que es publicava. Els grans autors patiren aquesta censura, com ara Puixkin, Dostoievski, Tolstói, o Txékhov. La PME creà una complexa xarxa d'espies, delators i confidents per tot l'Imperi Rus.
El seu successor, Nicolau II, va reblar el caràcter autocràtic del règim polític, reforçant tots els mecanismes de control sobre els ciutadans, la premsa i la universitat. Fou un dels monarques absoluts protagonistes de l'Europa de la Santa Aliança.
Durant el regnat de Nicolau es produí la insurrecció dels desembristes. Van intentar enderrocar el govern del tsar al desembre del 1825, però van fracassar i patiren una duríssima repressió: uns van ser executats i altres deportats a Sibèria. Alguns consideren aquesta temptativa la primera revolució russa. Els desembristes pretenien instaurar un sistema liberal constitucional.
En aquest context visqué Maria, amb un pare exiliat, amb àmplies mires de llibertat, sobretot per lluitar pels drets de les dones.